# 長岑高名
長岑 高名（ながみね の たかな）（794年—857年9月24日）は、平安時代初期的貴族。其氏姓來自於白鳥村主的長岑宿禰。從五位下長岑茂智麻呂的義弟。
官至正四位下・右京權大夫。

## 姓氏來源
長岑氏（長岑宿禰）是出自從百濟東渡日本的渡来人氏族，根據續日本後紀記載，是周朝諸侯國魯國初代君主伯禽的後裔。

## 經歷
平安京的右京出身。
821年，先後歷任式部少録、民部少録・少内記等職。
824年，出任安房掾。
830年，擔任右少史。832年，擔任左少史。
833年，出任左大史、與太政官下的史官（淳和末期至仁明初期）。
835年，敘任外從五位下・大膳亮兼美作權介。
834年，擔任遣唐准判官。
836年，搭船前往唐朝。渡唐之時，隨從遣唐大使藤原常嗣搭上第一船。同年4月在難波三津浜出發，敘任從五位下。到達唐首都長安的時候，才知道副使小野篁因病沒有來。
839年，返回日本，官位升至從五位上，敘任伊勢權介。在伊勢權介的任內，民眾給予非常高的評價。
翌年，承和7年正月（840年）升至正五位下，同年8月，被徵召到平安京，擔任嵯峨院別当之職，兼任山城守。
842年，嵯峨上皇駕崩，轉任阿波守。
843年，接任伊勢守一職，再次回到伊勢国赴任，在任6年期間的統治名聲依舊很高。
之後，850年，出任播磨守與地方官。
848年升至従四位下。851年，從四位上。
854年，正四位下。
855年轉任右京權大夫。
856年，兼任山城守。最終官位是正四位下右京權大夫兼山城守